# Cosmorrhyncha
Cosmorrhyncha is een geslacht van vlinders van de familie bladrollers (Tortricidae), uit de onderfamilie Olethreutinae.

## Soorten
- C. acrocosma (Meyrick, 1908)
- C. microcosma Aarvik, 2004
- C. ocellata (Mabille, 1900)
- C. ocelliferana (Walker, 1863)